# Peggy Glanville-Hicks
Peggy Glanville-Hicks (ur. 29 grudnia 1912 w Melbourne, zm. 25 czerwca 1990 w Sydney) – australijska kompozytorka.

## Życiorys
W 1927 roku podjęła studia u Fritza Harta w konserwatorium w Melbourne. W 1931 roku uzyskała stypendium i wyjechała na dalsze studia do Royal College of Music w Londynie, gdzie do grona jej nauczycieli należeli Ralph Vaughan Williams (kompozycja), Arthur Benjamin (fortepian), Gordon Jacob (orkiestracja) oraz Constant Lambert i Malcolm Sargent (dyrygentura). W latach 1936–1938 uczyła się u Nadii Boulanger w Paryżu i u Egona Wellesza w Wiedniu. W 1939 roku wyjechała do Stanów Zjednoczonych, w 1948 roku otrzymała obywatelstwo amerykańskie. W latach 1948–1958 pisywała krytyki muzyczne do „New York Herald Tribune”. Od 1952 roku była dyrygentem Composers’ Forum przy Columbia University. Propagowała muzykę współczesną i organizowała koncerty, na których ją wykonywano. W 1956 i 1958 roku otrzymała stypendium Fundacji Pamięci Johna Simona Guggenheima, a w 1960 roku stypendium Fulbrighta. Prowadziła badania nad muzyką regionu Morza Egejskiego oraz Środkowego i Dalekiego Wschodu. Od 1959 do 1976 roku mieszkała w Atenach, później wróciła do Australii. W 1969 roku straciła wzrok.
W latach 1938–1948 jej mężem był kompozytor Stanley Bate. W 1940 roku wspólnie z nim założyła zespół Les Trois Arts, w którym była menadżerem i dyrygentem.

## Twórczość
W swojej twórczości łączyła współczesne środki techniczne z elementami muzyki orientalnej i egzotycznej. Za podstawowe czynniki formotwórcze uważała rytmikę i melodykę, harmonii przypisując znaczenie drugorzędne. Często stosowała zredukowane obsady orkiestrowe, także w dziełach scenicznych. W okresie pobytu w Grecji wprowadziła do swojej muzyki elementy archaizacji, nawiązujące do melodii starogreckich.

## Wybrane kompozycje
(na podstawie materiałów źródłowych)

### Utwory orkiestrowe
- Meditation (1933)
- 2 sinfonietty (I 1934, II 1938)
- Koncert fortepianowy (1936)
- Koncert fletowy (1937)
- Prelude and Scherzo (1937)
- Sinfonia da Pacifica (1952–1953)
- 3 Gymnopédies na obój, czelestę, harfę i orkiestrę smyczkową (1953)
- Estruscan Concerto na fortepian i orkiestrę kameralną (1954)
- Concerto Romantico na altówkę i orkiestrę (1956)
- Tapestry (1958)
- Drama na klarnet, trąbkę, fortepian, 3 perkusje i orkiestrę smyczkową (1966)

### Utwory kameralne
- Kwartet smyczkowy (1937)
- Sonatina na flet prosty altowy lub flet i fortepian (1939)
- Concerto da Camera na flet, klarnet, fagot i fortepian (1946)
- Sonata na harfę, flet i róg (1950)
- Sonata na harfę solo (1950–1951)
- Sonata na fortepian i perkusję (1951)
- Concertina Antico na harfę i kwartet smyczkowy (1955)
- Musica Antiqua na 2 flety, harfę, marimbę, kotły i 2 perkusje (1957)
- Prelude and Presto na tradycyjne instrumenty Indian północnoamerykańskich (1957)
- Girondelle for Giraffes na 6 instrumentów (1978)

### Utwory wokalno-instrumentalne
- Pastoral na chór żeński i klarnet lub rożek angielski (1932–1933)
- Poem na chór i orkiestrę (1933)
- In Midwood Silence na sopran, obój i kwartet smyczkowy (1935)
- Song in Summer na chór i orkiestrę (1935)
- Choral Suite na chór żeński, obój i smyczki (1937)
- Profiles from China na tenora i orkiestrę kameralną (1945)
- Aria Concertante na tenora, chór żeński, obój, fortepian i gong (1945)
- Dance Cantata na tenora, recytatora, chór mówiony i orkiestrę (1947)
- Thomsoniana na tenora lub sopran, flet, róg, fortepian i kwartet smyczkowy (1949)
- Letters from Morocco na tenora i orkiestrę (1952)

### Opery
- Caedmon (1933)
- The Transposed Heads (1952–1953, wyst. Louisville 1954)
- The Glittering Gate (1957, wyst. Nowy Jork 1959)
- Nausicaa (1959–1960, wyst. Ateny 1961)
- Carlos Among the Candles (1962)
- Sappho (1963)
- Beckett (1989–1990)

### Balety
- Hylas and the Nymphs (1935)
- Postman’s Knock (1938)
- Killer-of-Enemies (1946)
- The Masque of the Wild Man (wyst. Spoleto 1958)
- Triad (wyst. Spoleto 1958)
- Saul and the Witch of Endor (wyk. CBS 1959)
- A Season in Hell (1965, wyst. Nowy Jork 1967)
- Tragic Celebration: Jephthah’s Daughter (wyk. CBS 1966)